# Maria, Lady Eardley
Maria, lady Eardley est un portrait en pied de grand format de l'artiste anglais Thomas Gainsborough. Il a été peint vers 1770 et fait partie depuis 1966 des collections du Musée national de Stockholm.

## Histoire
Gainsborough était le principal peintre de portraits et de paysages d'Angleterre au XVIIIe siècle. Gainsborough préférait peindre des paysages, et il réalisait principalement des portraits sur commande. Il a déclaré : « Je fais des portraits pour survivre et des paysages parce que je les aime. » Cependant, ce sont ses portraits qui ont établi sa renommée.
Gainsborough était un contemporain de Joshua Reynolds, son principal rival dans le monde de l'art anglais du XVIIIe siècle, et ensemble, en 1768, ils fondèrent la Royal Academy of Arts. Tous deux se sont spécialisés dans les portraits de l'aristocratie britannique.

## Description
Ce tableau est très représentatif des portraits de Gainsborough de l'élite britannique, souvent des toiles de grandes dimensions avec les personnes représentées en pied dans un parc anglais romantique et luxuriant. Maria, Lady Eardley (1743-1794) a ici environ vingt-cinq ans et porte une élégante robe de soie blanche, avec un châle bleu sur le bras. Dans sa main droite, elle tient une fleur et des perles brillent dans ses cheveux. Gainsborough était un expert dans l'art de donner un cadre naturel à l'extravagance aristocratique. 